# Deformabilidad eritrocitaria
Deformabilidad eritrocitaria es la habilidad de los eritrocitos para cambiar su forma bajo cierto nivel de estrés aplicado, sin que exista hemólisis (ruptura del corpúsculo). Esta es una propiedad importante ya que los eritrocitos deben cambiar de forma en gran medida bajo la influencia de fuerzas mecánicas en el flujo del fluido o al pasar por la microcirculación. La extensión y la geometría de este cambio pueden ser afectadas por las propiedades mecánicas del eritrocito, la magnitud de la fuerza aplicada, y la orientación del eritrocito respecto a la fuerza aplicada. La deformabilidad es una habilidad intrínseca del corpúsculo determinada por la geometría y las propiedades de la membrana del eritrocito, aunque, así como con muchas propiedades medibles, las condiciones del ambiente también pueden ser un factor relevante. Los eritrocitos de seres no-mamíferos son deformables en un grado mucho menor que el de los eritrocitos de mamíferos.

## El fenómeno
El cambio de forma de un eritrocito bajo las fuerzas aplicadas, (es decir, la pura fuerza del torrente sanguíneo) es reversible y la forma discoidea bicóncava, la cual es normal para la mayoría de mamíferos, se mantiene luego de perderse las fuerzas deformantes. En otras palabras, el eritrocito se comporta como cuerpos elásticos, mientras que al mismo tiempo resisten al cambio de formas. Este comportamiento viscoelástico es determinado por tres propiedades:
1. La forma discoidea bicóncava provee un área de superficie extra al corpúsculo, permitiendo deformaciones sin perder área de superficie. Este tipo de cambio de forma necesita, de forma significativa, fuerzas más pequeñas que aquellas requeridas para un cambio de forma con aumento de área de superficie.
2. La viscosidad citoplasmática; la cual es reflejo de la concentración citoplasmática de hemoglobina en eritrocitos.
3. Propiedades viscoelásticas de la membrana del eritrocito.

## Importancia fisiológica
La deformabilidad es determinante a la viscosidad sanguínea, por tanto también lo es para la resistencia al torrente sanguíneo en el sistema vascular. Esta afecta el torrente sanguíneo en los vasos sanguíneos de mayor calibre. También afecta significativamente la microcirculación sanguínea, donde los eritrocitos se ven forzados a pasar por vasos de menor diámetro al de ellos.